# ویدوو
ویدوو (به لاتین: Vidov) یک منطقهٔ مسکونی در جمهوری چک است که در شهرستان چسکه بودیوویتسه واقع شده‌است. ویدوو ۱٫۲۴ کیلومتر مربع مساحت و ۵۱۲ نفر جمعیت دارد و ۳۹۶ متر بالاتر از سطح دریا واقع شده‌است.